# Ankare
För andra betydelser, se Ankare (olika betydelser).

Ett ankares olika delar.
A – Schackel
B – Klam eller röring
C – Stock
D – Lägg
E – Pynt
F – Arm
G – Krona
H – Fly

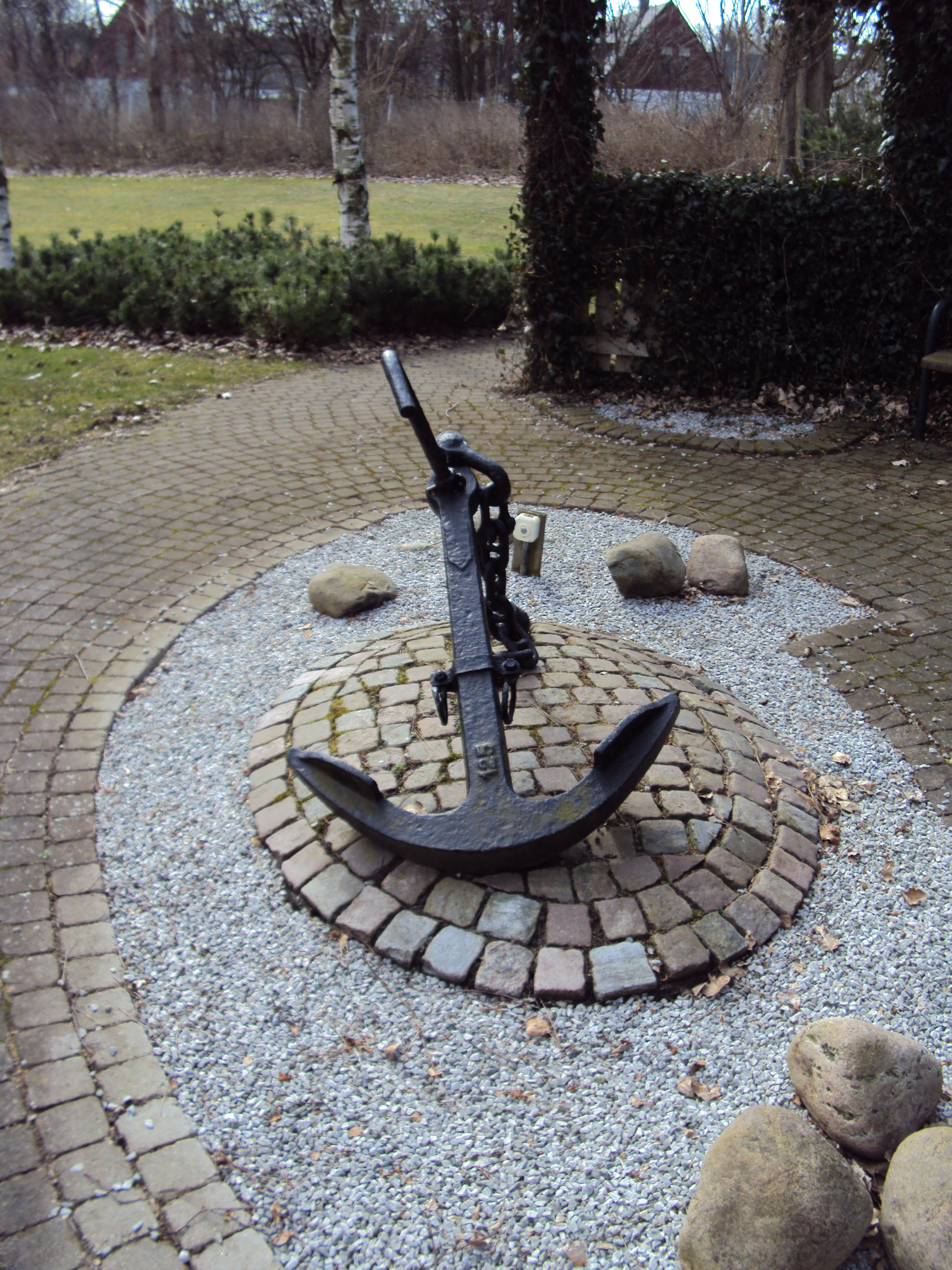
Ankare för att symbolisera begravningsplats för sjömän på Skanörs nya kyrkogård

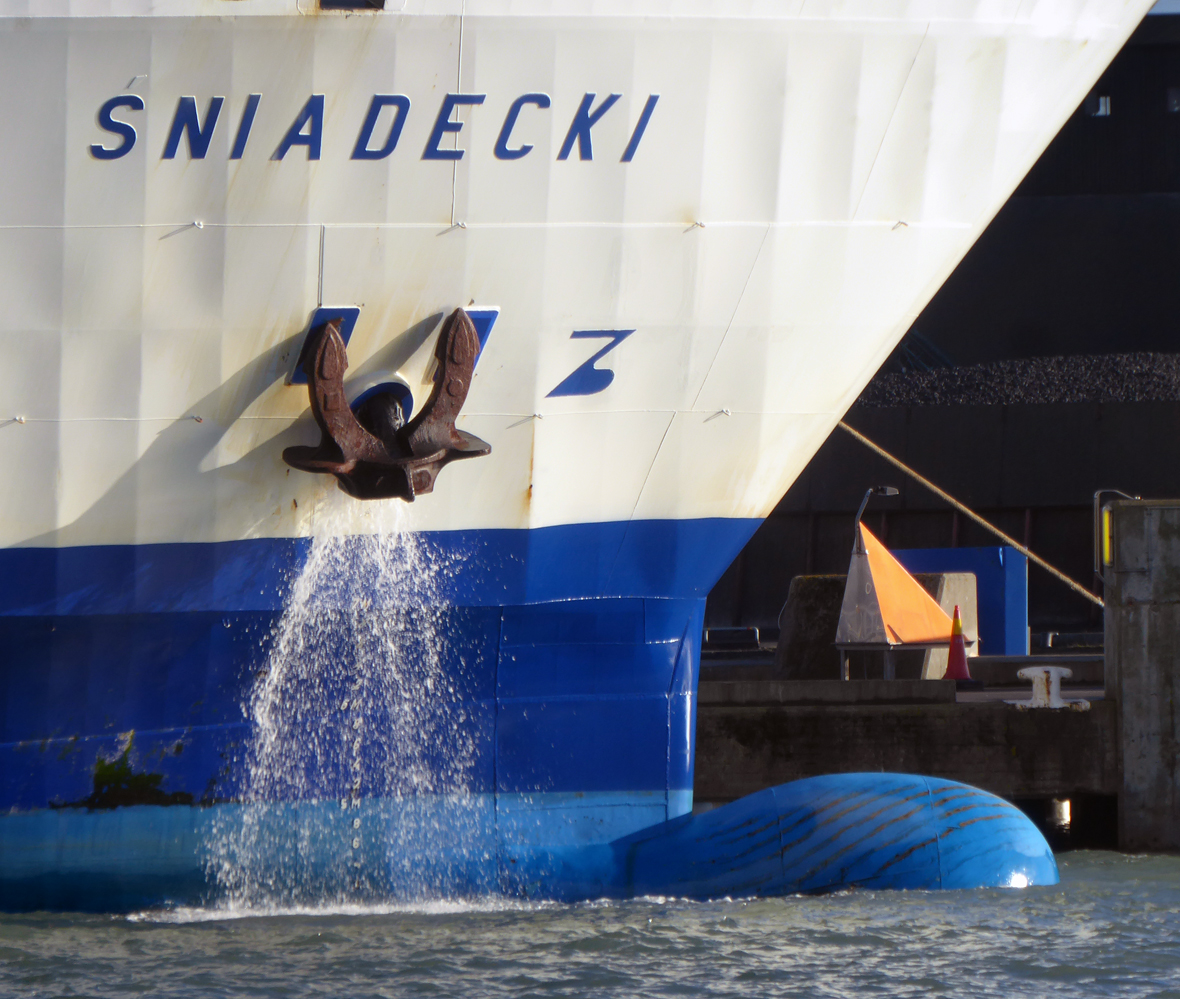
Ett ankare på fören till lastfärjan Jan Sniadecki i Ystads hamn 2020.

Ett ankare är en anordning på fartyg, båtar, pontoner, bojar med mera för tillfällig eller permanent fästning i botten. Ordet har sitt ursprung från grekiskans ἄγκυρα (ankura). 

## Ankartyper
- Bojankare
- Drivankare
- Stockankare är klassiskt från segelfartygseran.
- Patentankare är en ankartyp som hänger i fören på fartyg.
- Paraplydragg
- Pilotankare
- Plogankare
- Rocna-ankare
- Skålankare användes förr på fyrskepp.
- Tallriksankare eller Blyplätt

## Ankares ändamål och utveckling
Ankare har sedan urminnes tid använts för att hålla fast fartyg på viss plats. Från början användes stenar fästa i änden på en lina. Stenarna sjönk ner och fastnade om bottnen var lös. På hårdare bottnar krävs tyngre stenar för att kunna fästa. Det är opraktiskt för en båt där ankaret dras upp och ned, men så gör man fortfarande med bojar där ankringen är permanent, skillnaden är att man har en stor cementklump och inte naturstenar.
För båtar  utvecklades metallankare med först en och senare även med två armar som av tyngden pressas in i havsbotten  och en stock. Stocken gjordes från början av trä och på senare tid av järn. 
Stockankaret eller det vanliga ankaret av den modell som förekommit i svenska marinen under 1900-talet är grundat på beräkningar utförda av skeppsbyggmästare Fredrik Henrik af Chapman i slutet av 1700-talet. I utländsk litteratur ofta benämnt amiralitetsankare.
Då fartygen växte blev även ankarna större. De blev då allt svårare att hantera. De krävde också stor plats vid förvaring. Det tog även lång tid att klargöra dem för fällning och att lägga upp dem efter lättning. För enklare hantering har så kallade patentankare av många slag konstruerats.

## Kvalitetskrav
På ankare för bruk på båtar och fartyg försöker man uppfylla följande krav:
- Ankaret bör ha en form som ger största möjliga hållkraft i förhållande till vikten.
- Ankaret måste så snabbt som möjligt gripa i varje slags botten.
- Ankaret bör ej kantra (och därför lossna) när dragkraftens riktning ändras.
- Ankaret skall vid lättning enkelt kunna brytas loss ur bottnen.
- Ankaret bör vara lätt att hantera, enkelt och billigt.

Ett ankares hållkraft är primärt beroende av den verksamma flyarean och dennas djup under bottnen, mindre av vikten. Vikten behövs framför allt för att ankaret skall bli starkt nog för att klara påkänningarna men också för att trycka ner detsamma i (mot) bottnen så att det kan börja gripa. 
Alltför lätta ankare kanske inte ens når botten om båten driver för fort.
Enligt erfarenhet är stockankarets hållkraft i allmänhet 12 till 15 gånger sin egen vikt. Hållkraften får inte sättas högre än att ankarets mest påkända tvärsnitt håller för påfrestningen. 
Patentankare griper i allmänhet långsammare än stockankaret. Svajar fartyget gör stocken att stockankaret oftast behåller sitt grepp medan patentankare tillfälligt kan förlora greppet. När fartyget svajar kan det dock hända att ankarkättingen eller -trossen trasslar in sig i den arm som inte är begravd i botten. Detta kallas fouled anchor och gör att ankaret släpas baklänges längst botten utan att gripa tag.
För att ankare vid lättning skall kunna brytas loss med rimlig kraft så måste läggens längd anpassas till armarnas så att hävstången ej blir för liten. 
I mjuk botten griper alla ankare ungefär lika bra medan i hård och stenig botten är stockankaret betydligt överlägset. På den steniga botten kan stockankarets flyn relativt enkelt greppa stenar utan att fastna helt och hållet. Tyngden på stockankaret hjälper också till.
För att underlätta lättning kan ankaret bojas. Det innebär att en lina fästs med ena änden i ankarets krona och med andra änden i en boj. När ankaret ska lättas hissas det upp från botten med bojrepet. Eftersom repet sitter i kronan lyfts då flyna rakt upp från botten och man riskerar inte att förlora ankaret.
En nackdel med stockankaret är dess form som gör att det är besvärligt att hantera. Själva stocken går ofta att lossa och lägga parallellt med läggen. Vissa modeller har funktionen att flyna går att fälla in, vilket gör det enklare att förvara.
Det kan inträffa, vid vindar som växlar riktning, att ankarlinan fiskar (snor runt och tar tag i) den arm som pekar uppåt. Då kan ankaret lyftas och således släppa. 
Ankare håller naturligtvis bäst då linan drar parallellt med bottnen. Enligt Marinen gäller följande:
När läggen
- lyfts 5° så har hållkraften minskat 5 %.
- lyfts 10° så har hållkraften minskat 20 %.
- lyfts 20° så har hållkraften minskat 35 %.

Därefter bryts ankaret loss.

## Ankartåg
I äldre tider användes hampa till ankartåg. I nyare tid (1900-tal?) har hamptåg ersatts av kätting. Mindre fartyg använder ibland stålvajer. 
Tågvirke är elastiskt, vilket är en god egenskap, men var förr tvunget att torkas väl efter användning. Det problemet försvann då syntetiskt tågvirke kom på 1960-talet. Tillräckligt långa och grova ankartåg tar stor plats och är besvärliga att hantera på fritidsbåtar. Därför används idag ofta nylonband som lätt kan vindas upp och tar lite plats, så kallad ankarolina.

## Ankarfällare
Ankarfällare är en anordning för att underlätta ankringsmomentet. 
Ankarfällare förekommer i några olika modeller och med skiftande konstruktion. Principen är den att ankaret normalt sett förvaras i ankarfällaren, men kan "fällas" genom att man drar i en wire/ett snöre eller till exempel genom att man trycker på en strömbrytare som frigör ankaret med hjälp av en fällmekanism som använder sig av en elektromagnet. På så vis kan ankaret fällas "från distans", exempelvis från båtens styrhytt.